# Dutch Podcast Awards 2020
De derde uitreiking van de Dutch Podcast Awards vond plaats op 5 en 6 oktober 2020. Voor de editie van 2020 werden door het publiek zo'n 27.000 podcasts genomineerd. Uiteindelijk zijn hieruit door een weging van de nominaties en de keuzes van de vakjury, 45 podcasts genomineerd in 10 verschillende categorieën.

## Aantal stemmen
In 2020 werden ruim 31.000 stemmen uitgebracht op de 45 genomineerde podcasts. Dat waren er bijna twee keer zo veel als in 2019. Dit jaar telden de publieksstemmen voor 70% mee in de eindscore, de andere 30% kwam van een jury.

## Winnaars en genomineerden
De winnaars staan bovenaan in vet lettertype.

### Beste Podcast van Nederland
- De plantage van onze voorouders, Maartje Duin en Peggy Bouva, geproduceerd door Prospektor, VPRO en NPO Radio 1[3]

### Nieuws & Politiek
- De stemming
- Europa draait door
- Boekestijn en De Wijk
- Betrouwbare Bronnen
- De Amerika Podcast

### Media & Opinie
- De Krokante Leesmap
- TPO Podcast
- Een podcast over media
- Trust Nobody
- Het land van Wierd Duk

### Lifestyle, maatschappij en gezondheid
- De Zelfspodcast
- Man man man, de podcast
- Dag voor Dag
- Datevermaak
- Day 1 Podcast

### Tech & Wetenschap
- Met Nerds om Tafel
- Onbehaarde Apen
- Sound of Science
- Studio Energie
- Tweakers

### Cultuur & Muziek
- De Grote Vriendelijke Podcast
- Partij voor de Vrijdag
- Dat kan mijn kleine nichtje ook
- De Elektra Podcast
- Peptalk

### Verhalend
- De Plantage van onze voorouders
- De ontvoering van Gladbeck
- De Laatste Dans
- Duister de podcast
- Oorlog op de flank

### Sport
- De Rode Lantaarn
- Een Tikkie naar het Zuiden
- De Cor Potcast
- De Rode Lantaarn
- Live Slow Ride Fast

### Zakelijk
- Groeivoer
- De Cryptocast
- Leaders in Finance
- Project Ecosofie
- De Klantenpodcast

### Brandstory
- Taboe Talk
- Licht op Legal
- Money Mind Podcast
- Sixtar Leadership
- Lessen voor een rijker leven

### Beste host
- Gijs Groenteman
- Özlem Öskan
- Liesbeth Rasker
- Wouter Monden
- Elger van der Wel
- Bernard Hammelburg
- Pepijn Schoneveld
- Domien Verschuuren
- Giel Beelen
- Gwen van Poorten